# Zainab Biișeva
Zainab Biisheva (în bașchiră Зәйнәб Биишева, nume real Zainab Abdullovna Biisheva, n. 15 ianuarie 1908 – d. 24 august 1996, Ufa, Bașchiria, Rusia), a fost o poetă, scriitoare și dramaturgă bașchiră.

## Carieră
Prima carte, Băiatul partizan (Мальчик-партизан), a fost publicată în 1942.
A fost membră a Uniunii Scriitorilor din 1946. Din 1951 a devenit scriitoare profesionistă.
În 1990 a primit titlul de „Scriitorul Poporului din Republica Bașcortostan” (Народный писатель Башкортостана; Башҡортостандың Халыҡ шағиры).
A publicat peste 60 de cărți în diverse limbi străine atât în Rusia cât și din lume.
Zainab Biisheva a scris diferite genuri literare. A scris câteva lucrări pentru copii și tineri, inclusiv piesa „Prietenie”  (Дружба) și romanul „Să fim prieteni” (Будем друзьями), zeci de poezii și povestiri. Acționează cu un text liric pur în povestea „Gulyamal”. Poemul „Last monologue Salavat” (1984) este dedicat dezvăluirii imaginii eroului național Salavat Yulaev. Lucrările dramatice Magic Kurai (1957), The Mysterious ring (1959), Gulbadar (1961), The Vow (1966), Zulhiza au avut un mare succes nu doar pe scena Academiei de Teatru de Stat din Bașchiria, dar și în teatrele din străinătate.
Zainab Biisheva a avut publicații spectaculoase și în genurile de narațiune, poveste și povestiri. Cele mai renumite sunt „Kanhylyu” (1949), „A Strange Man” (1960), „Where are you, Gulnisa?” (1962), „Duma Duma” (1963), „Love and Hate” (1964).
În lucrările ei, ea ridică problemele filosofice între relația dintre individ și societate, creează imagini vii ale femeilor bashkirok. Cea mai importantă lucrare a lui Zainab Abdullovna - trilogia The light, care include povestirile Humiliation (1956-1959), The Big Ika (1965-1967), Emeshev (1967-1969). În limba bașchiră, a tradus „Taras Bulba” de N. Gogol, „Luna Bezhin” de Ivan Turgheniev, Timur și echipa sa” de Arkadi Gaidar, My dear boy de L. Kassilya, povestiri de Tolstoi, S. Aksakova, Cehov, Maxim Gorki.

## TrilogiaCătre lumină(Povestea unei vieți)
Trilogia lui Zainab Biisheva (1956-1969), К свету sau История одной жизни a fost rezultatul multor ani de muncă creativă și gânduri profunde „despre timpul vieții”. În romanele incluse în el, autoarea s-a dovedit a fi „maestru al scopului epic al realității” (A. Juravlev). În centrul lucrărilor ei, scoate în evidență soarta poporului bașchir în timpul unor perioade de cotitură din istorie. Acțiunea lor acoperă anii dinaintea Primului Război Mondial, Războiul Civil, colectivizarea.
Principala eroină a povestirilor care unește trilogia este Gulemeș (Emeșev), al cărei nume semnifică „trandafir sălbatic” („ягода”) în limba bașchiră. În acest mod, fără îndoială, au fost trase concluzii autobiografice, dar în același timp Z. Biisheva a reușit să arate caracteristicile femeilor bașchire, curajul, forța lor, puterea spiritului, poetica. De asemenea, un loc aparte în romane a fost atribuit imaginilor copilăriei, în special formării caracterului.
Multe încercări i-au fost date lui Emeșev: moartea mamei sale, viața în casa mamei vitrege, moartea tatălui său și a surorii mai mari, Janez. Dar nu este o eroină care să cedeze ușor. Din primele pagini ale romanului arată semne de răzvrătire ale vitalității soartei. Inspirată din lucrările de artă populară, Emeșev iubește natura și simte frumusețea muzicii populare. Devenind studentă, începe să țină prelegeri, lucrări sociale, lecturi. Eroina preferată părăsește viața emoțională saturată a lui Biisheva.
În primul roman al trilogiei (Umilire - Униженные) este prezentată viața satul bașchir din perioada prerevoluționară. În prim plan se află tema unei persoane dezavantajate din punct de vedere social. În calitate de cercetător, R. Baimov, o consideră ca „o dezvoltare epică narativă care permite o expunere largă în roman a vieții și obiceiurilor, a relațiilor familiale sociale și intime, a tradițiilor sociale și a noilor tendințe”.
Continuarea logică a romanului Umilire este romanul Marea Ika - У Большого Ика (sau tradus din bașchiră Trezirea - Пробуждение). Romanul se axează pe partea istorică și revoluționară, în timp ce Zainab Biișeva își oprește atenția asupra evenimentelor care au loc în satul bașchir, decât a celorlalte. Istoria poate fi văzută aici prin mentalitatea țăranilor și a modului lor de viață.
Romanul Emeș (Емеш) este dedicat tinereței protagonistei. Acțiunea unei părți considerabile din carte are loc în regiunea Orenburg. În lucrarea sa pune accent pe evenimentele tumultuoase din anii 1920-30, dar într-o anumită formă de idealizare a zonei.

## Vezi și
- Listă de bașchiri